# Henry Vane, I conte di Darlington
Henry Vane, I conte di Darlington (1705 – 6 marzo 1758) è stato un politico inglese.

## Biografia
Era il figlio di Gilbert Vane, II barone Barnard, e di sua moglie, Mary Randyll, figlia di Morgan Randyll. Sua sorella Anne Vane era un'amante di Giorgio II. Fu educato privatamente.

## Carriera
Vane rappresentò la contea di Durham come Whig per l'interesse della sua famiglia alle elezioni generali britanniche del 1722, ma non ebbe successo. Fu chiamato dal ministero come membro del parlamento per Launceston in un'elezione suppletiva il 31 maggio 1726. Alle elezioni generali britanniche del 1727 progettò di candidarsi per la contea di Durham, ma si ritirò per evitare di dividere il voto Whig e il ministero gli trovò un altro posto a St. Mawes dove fu restituito come deputato incontrastato. Andò in opposizione e si unì al primo cugino di sua moglie William Pulteney. Non parlava mai alla Camera, il che si diceva fosse dovuto a "una lingua mostruosa che gli penzolava dalla bocca". Si candidò di nuovo per St. Mawes alle elezioni generali britanniche del 1734, sull'interesse di Boscawen e, alle elezioni generali britanniche del 1741, fu deputato per Ripon sull'interesse di Aislabie.
Dopo la caduta di Walpole nel 1742, Pulteney ottenne per Vane una lucrosa sinecura come vice-tesoriere e direttore generale d'Irlanda e divenne anche consigliere privato (Irlanda) nel 1742. Vane perse il suo incarico irlandese quando Pulteney e i suoi seguaci furono cacciati nel dicembre 1744. Fu finalmente restituito alla contea di Durham alle elezioni generali britanniche del 1747 come sostenitore del governo. Divenne seguace del suo parente, il duca di Newcastle, che nel 1749 fu nominato Lord of the Treasury che mantenne fino al 1755. Il 27 aprile 1753 successe come "barone Barnard" alla morte di suo padre e divenne Lord luogotenente di Durham (1753-1758). Fu ricompensato da Newcastle con una contea, come "Conte di Darlington" e "Visconte Barnard" il 3 aprile 1754 e ricoprì la carica di Joint Paymaster of the Forces (1755-1756).

## Matrimonio
Sposò, il 2 settembre 1725, Lady Grace FitzRoy (28 marzo 1697-29 settembre 1763), figlia di Charles FitzRoy, II duca di Cleveland. Ebbero sette figli:
- Henry Vane, II conte di Darlington (1726–8 settembre 1792);
- Lady Anne Vane (25 giugno 1726–18 febbraio 1776)[3][4], sposò Charles Hope-Vere, ebbero due figli;
- Lady Mary Vane[3], sposò Ralph Carr, non ebbero figli;
- Frederick Vane (26 giugno 1732-?)[3], sposò Henrietta Meredith, ebbero una figlia;
- Charles Vane;
- Raby Vane (2 gennaio 1736–23 ottobre 1769)[3];
- Lady Harriet Vane (27 gennaio 1739–gennaio 1759)[3][5].

## Ascendenza
|                                    |                 |                                    | Genitori                       |  |  | Nonni |  |  | Bisnonni              |  |  | Trisnonni             |  |
|                                    |                 |                                    |                                |  |  |       |  |  | Henry Vane il Giovane |  |  | Henry Vane il Vecchio |  |
|                                    |                 |                                    |                                |  |  |       |  |  | Henry Vane il Giovane |  |  | Henry Vane il Vecchio |  |
|                                    |                 | Frances d'Arcy                     |                                |  |  |       |  |  | Henry Vane il Giovane |  |  |                       |  |
| Christopher Vane, I barone Barnard |                 |                                    |                                |  |  |       |  |  | Henry Vane il Giovane |  |  |                       |  |
|                                    |                 | Frances Wray                       | Christopher Wray               |  |  |       |  |  |                       |  |  |                       |  |
|                                    |                 | Frances Wray                       | Christopher Wray               |  |  |       |  |  |                       |  |  |                       |  |
|                                    |                 | Frances Wray                       | Albinia Cecil                  |  |  |       |  |  |                       |  |  |                       |  |
| Gilbert Vane, II barone Barnard    |                 | Frances Wray                       |                                |  |  |       |  |  |                       |  |  |                       |  |
|                                    |                 | Gilbert Holles, III conte di Clare | John Holles, II conte di Clare |  |  |       |  |  |                       |  |  |                       |  |
|                                    |                 | Gilbert Holles, III conte di Clare | John Holles, II conte di Clare |  |  |       |  |  |                       |  |  |                       |  |
|                                    |                 | Gilbert Holles, III conte di Clare | Elizabeth de Vere              |  |  |       |  |  |                       |  |  |                       |  |
| Elizabeth Holles                   |                 | Gilbert Holles, III conte di Clare |                                |  |  |       |  |  |                       |  |  |                       |  |
|                                    |                 | Grace Pierrepont                   | William Pierrepont             |  |  |       |  |  |                       |  |  |                       |  |
|                                    |                 | Grace Pierrepont                   | William Pierrepont             |  |  |       |  |  |                       |  |  |                       |  |
|                                    |                 | Grace Pierrepont                   | Elizabeth Harries              |  |  |       |  |  |                       |  |  |                       |  |
| Henry Vane, I conte di Darlington  |                 | Grace Pierrepont                   |                                |  |  |       |  |  |                       |  |  |                       |  |
|                                    | Vincent Randyll | Edward Randyll                     |                                |  |  |       |  |  |                       |  |  |                       |  |
|                                    | Vincent Randyll | Edward Randyll                     |                                |  |  |       |  |  |                       |  |  |                       |  |
|                                    | Vincent Randyll | Ann Morgan                         |                                |  |  |       |  |  |                       |  |  |                       |  |
| Morgan Randyll                     | Vincent Randyll |                                    |                                |  |  |       |  |  |                       |  |  |                       |  |
|                                    |                 | Dorothy Duncombe                   | John Duncombe                  |  |  |       |  |  |                       |  |  |                       |  |
|                                    |                 | Dorothy Duncombe                   | John Duncombe                  |  |  |       |  |  |                       |  |  |                       |  |
|                                    |                 | Dorothy Duncombe                   | Joyce Lake                     |  |  |       |  |  |                       |  |  |                       |  |
| Mary Randyll                       |                 | Dorothy Duncombe                   |                                |  |  |       |  |  |                       |  |  |                       |  |
|                                    |                 | Thomas Gould                       | John Gould                     |  |  |       |  |  |                       |  |  |                       |  |
|                                    |                 | Thomas Gould                       | John Gould                     |  |  |       |  |  |                       |  |  |                       |  |
|                                    |                 | Thomas Gould                       | Honora Thompson                |  |  |       |  |  |                       |  |  |                       |  |
| Anne Gould                         |                 | Thomas Gould                       |                                |  |  |       |  |  |                       |  |  |                       |  |
|                                    |                 | Anne Drury                         | Thomas Drury                   |  |  |       |  |  |                       |  |  |                       |  |
|                                    |                 | Anne Drury                         | Thomas Drury                   |  |  |       |  |  |                       |  |  |                       |  |
|                                    |                 | Anne Drury                         | …                              |  |  |       |  |  |                       |  |  |                       |  |
|                                    |                 | Anne Drury                         |                                |  |  |       |  |  |                       |  |  |                       |  |